# ميمينجين
ميمينجين (بالألمانية: Memmingen) هي منطقة حضرية وبلدية تقع في ألمانيا في منطقة شوابيا الإدارية. يقدر عدد سكانها 45857 نسمة وترتفع عن سطح البحر 601 متر.

## المدن التوأمة
مدن سيلفي، وأوش، وغلانديل، وتيرامو وأيسلبن هي مدن توأمة لـميمينجين.

## أعلام
- هولغر بادشتوبر
- فرانز روث
- فليكس غوتزه
- ماريو غوتزه
- تيمو غيبهارت